# Mistrovství světa bez rozdílu vah v judu
Mistrovství světa bez rozdílu vah je původní judistická soutěž, ve které se utkávají soupeři bez rozdílu výkonnosti nebo váhy. 

## Mistři světa bez rozdílu vah

### Muži
| Rok     | Místo            | Zlato                | Stříbro                 | Bronz                | Bronz                     |
| ------- | ---------------- | -------------------- | ----------------------- | -------------------- | ------------------------- |
| MS 1956 | Tokio            | Šokiči Nacui         | Jošihiko Jošimacu       | Anton Geesink        | Henri Courtine            |
| MS 1958 | Tokio            | Kodži Sone           | Akio Kaminaga           | Bernard Pariset      | Kimijoši Jamašiki         |
| MS 1961 | Paříž            | Anton Geesink        | Kodži Sone              | Hitoši Koga          | Kim Ui–te                 |
| MS 1965 | Rio de Janeiro   | Isao Inokuma         | Anzor Kibrocašvili      | Anzor Kiknadze       | Peter Snijders            |
| MS 1967 | Salt Lake City   | Micuo Macunaga       | Klaus Glahn             | Peter Herrmann       | Masatoši Šinomaki         |
| MS 1969 | Ciudad de México | Masatoši Šinomaki    | Wim Ruska               | Ernst Eugster        | Nobujuki Sató             |
| MS 1971 | Ludwigshafen     | Masatoši Šinomaki    | Vitalij Kuzněcov        | Klaus Glahn          | Šinobu Sekine             |
| MS 1973 | Lausanne         | Kazuhiro Ninomija    | Haruki Uemura           | Klaus Glahn          | Wolfgang Zuckschwerdt     |
| MS 1975 | Vídeň            | Haruki Uemura        | Kazuhiro Ninomija       | Šota Čočišvili       | Dietmar Lorenz            |
| 1977    | Barcelona        | zrušeno              | zrušeno                 | zrušeno              | zrušeno                   |
| MS 1979 | Paříž            | Sumio Endó           | Vitalij Kuzněcov        | Radomir Kovačević    | Jean–Luc Rougé            |
| MS 1981 | Maastricht       | Jasuhiro Jamašita    | Wojciech Reszko         | András Ozsvár        | Robert Van de Walle       |
| MS 1983 | Moskva           | Hitoši Saitó         | Vladimír Kocman         | András Ozsvár        | Robert Van de Walle       |
| MS 1985 | Soul             | Jošimi Masaki        | Mohamed Rašván          | Willy Wilhelm        | Chabil Biktašev           |
| MS 1987 | Essen            | Naoja Ogawa          | Elvis Gordon            | Henry Stöhr          | Jorge Fis                 |
| MS 1989 | Bělehrad         | Naoja Ogawa          | Akaki Kibordzalidze<    | Kim Kon–su           | Alexander von der Groeben |
| MS 1991 | Barcelona        | Naoja Ogawa          | Davit ChachaleišviliGEO | Imre Csősz           | Georges Mathonnet         |
| MS 1993 | Hamilton         | Rafał Kubacki        | Henry Stöhr             | Naoja Ogawa          | Davit Chachaleišvili      |
| MS 1995 | Čiba             | David Douillet       | Sergej Kosorotov        | Šin’iči Šinohara     | Selim Tataroğlu           |
| MS 1997 | Paříž            | Rafał Kubacki        | Jošiharu Makiši         | Harry Van Barneveld  | Dennis van der Geest      |
| MS 1999 | Birmingham       | Šin’iči Šinohara     | Selim Tataroğlu         | Dennis van der Geest | Harry Van Barneveld       |
| MS 2001 | Mnichov          | Alexandr Michajlin   | Ariel Ze'evi            | Frank Möller         | Dennis van der Geest      |
| MS 2003 | Ósaka            | Keidži Suzuki        | Indrek Pertelson        | Abdulla Tangrijev    | Mövlud Mirəliyev          |
| MS 2005 | Káhira           | Dennis van der Geest | Tamerlan Tmenov         | Jurij Rybak          | Johei Takai               |
| MS 2007 | Rio de Janeiro   | Jasujuki Muneta      | Jurij Rybak             | Matthieu Bataille    | Abdulla Tangrijev         |
| MS 2008 | Levallois-Perret | Teddy Riner          | Alexandr Michajlin      | Grzegorz Eitel       | Matthieu Bataille         |
| MS 2010 | Tokio            | Daiki Kamikawa       | Teddy Riner             | Keidži Suzuki        | Hiroki Tačijama           |
| MS 2011 | Ťumeň            | Abdulla Tangrijev    | Barna Bor               | Alexandr Michajlin   | Keidži Suzuki             |
| MS 2017 | Marrákéš         | Teddy Riner          | Toma Nikiforov          | Takeši Odžitani      | Alex García               |

### Ženy
| Rok     | Místo            | Zlato                  | Stříbro               | Bronz                   | Bronz                     |
| ------- | ---------------- | ---------------------- | --------------------- | ----------------------- | ------------------------- |
| MS 1980 | New York         | Ingrid Berghmansová    | Paulette Fouilletová  | Barbara Claßenová       | Barbara Festová           |
| MS 1982 | Paříž            | Ingrid Berghmansová    | Hiromi Tateišiová     | Regina Sigmundová       | Jocelyne Triadouová       |
| MS 1984 | Vídeň            | Ingrid Berghmansová    | Marjolein van Unenová | Kao Feng-lien           | Natalina Lupinová         |
| MS 1986 | Maastricht       | Ingrid Berghmansová    | Li Ťin-lin            | Karin Kutzová           | Laëtitia Meignanová       |
| MS 1987 | Essen            | Kao Feng-lien          | Ingrid Berghmansová   | Isabelle Paqueová       | Karin Kutzová             |
| MS 1989 | Bělehrad         | Estela Rodríguezová    | Sharon Leeová         | Joko Tanabeová          | Čang Jing                 |
| MS 1991 | Barcelona        | Čuang Siao-jen         | Estela Rodríguezová   | Natalina Lupinová       | Claudia Weberová          |
| MS 1993 | Hamilton         | Beata Maksymowová      | Angelique Serieseová  | Čang Jing               | Mun Či-jun                |
| MS 1995 | Čiba             | Monique van der Leeová | Sun Fu-ming           | I Hjon-kjong            | Estela Rodríguezová       |
| MS 1997 | Paříž            | Daima Beltránová       | Raquel Barrientosová  | Jüan Chua               | Miho Ninomijaová          |
| MS 1999 | Birmingham       | Daima Beltránová       | Miho Ninomijaová      | Cvetana Božilovová      | Čchö Suk-i                |
| MS 2001 | Mnichov          | Céline Lebrunová       | Karina Bryantová      | Catarina Rodriguesová   | Tchung Wen                |
| MS 2003 | Ósaka            | Tchung Wen             | Karina Bryantová      | Mara Kovačevićová       | Daima Beltránová          |
| MS 2005 | Káhira           | Midori Šintaniová      | Karina Bryantová      | Anne-Sophie Mondièreová | Carola Uilenhoedová       |
| MS 2007 | Rio de Janeiro   | Maki Cukadaová         | Lucija Polavderová    | Anne-Sophie Mondièreová | Jelena Ivaščenková        |
| MS 2008 | Levallois-Perret | Tchung Wen             | Jelena Ivaščenková    | Megumi Tačimotová       | Mika Sugimotová           |
| MS 2010 | Tokio            | Mika Sugimotová        | Čchin Čchien          | Tea Donguzašviliová     | Megumi Tačimotová         |
| MS 2011 | Ťumeň            | Tchung Wen             | Tea Donguzašviliová   | Mika Sugimotová         | Nanami Hašigučiová        |
| MS 2017 | Marrákéš         | Sarah Asahinaová       | Larisa Cerićová       | Idalis Ortízová         | Nihel Cheikhová Rouhouová |